# Tvååkers IBK
Tvååker Innebandy är en innebandyklubb som bildades 1986 i Tvååker. Herrlaget spelade under två säsonger i början av 1990-talet i högsta divisionen. År 2008 har klubben damlag, herrlag i division 1 och ett flertal ungdomslag. Hemmaplan är Bosgårdsskolans Idrottshall.
Ordförande 2016 - Anki Ferm (F.d. spelare i damlaget)